# Damar Hamlin
Damar Romeyelle Hamlin (McKees Rocks, 24 marzo 1998) è un giocatore di football americano statunitense che milita nel ruolo di safety per i Buffalo Bills della National Football League (NFL).
Durante la sua seconda stagione nel 2022, Hamlin ebbe un collasso in campo con successivo arresto cardiaco dopo avere messo a segno un placcaggio. Gli fu praticata la rianimazione cardiopolmonare e fu trasportato in ospedale.

## Carriera

### Buffalo Bills
Hamlin al college giocò a football a Pittsburgh. Fu scelto nel corso del sesto giro (212º assoluto) nel Draft NFL 2021 dai Buffalo Bills. Nella sua stagione da rookie disputò 14 partite, nessuna delle quali come titolare, facendo registrare un tackle e 2 passaggi deviati.
Hamlin divenne stabilmente titolare nella sua seconda stagione nel 2022 dopo che Micah Hyde soffrì un infortunio al collo nella settimana 2. Nella gara della settimana 9, la sconfitta 17-20 subita contro i New York Jets, guidò la squadra con 12 tackle e un sack.

### Collasso in campo

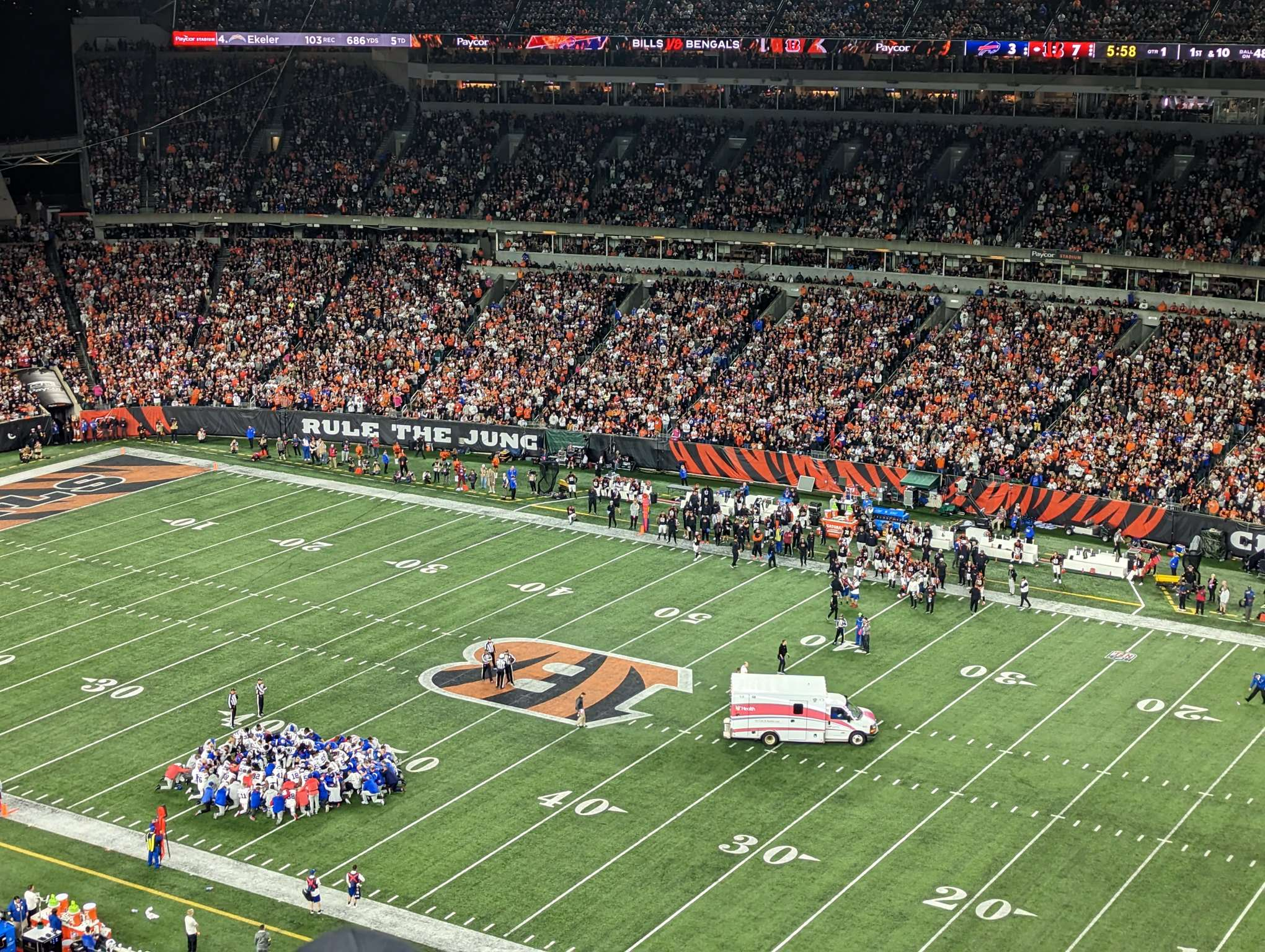
Il campo del Paycor Stadium con l'ambulanza e Hamlin, mentre viene soccorso dal personale medico, circondato da compagni e avversari inginocchiati

Il 2 gennaio 2023, durante la gara della settimana 17 contro i Cincinnati Bengals nel Monday Night Football, Hamlin collassò dopo un placcaggio sul ricevitore Tee Higgins. Fonti descrissero tale placcaggio come nella norma; dopo la giocata, Hamlin si rialzò momentaneamente prima di cadere sulla schiena.
Non compiendo alcun movimento, gli allenatori e i paramedici accorsero nel giro di 10 secondi. I primi soccorritori praticarono la rianimazione cardiopolmonare e praticarono la defibrillazione in campo per dieci minuti. Furono inoltre somministrati ossigeno e una soluzione intravenosa (IV).
Hamlin fu poi posizionato sulla barella e l'ambulanza giunse in campo, mentre la maggior parte dei giocatori di ambedue le squadre abbandonarono la linea laterale per inginocchiarsi accanto e vicino Hamlin. Dopo essere stato trasportato allo University of Cincinnati Academic Health Center verso le 21:25 EST, fu riportato che l'atleta si trovava in condizioni critiche venendo intubato.
In accordo con le regole NFL sulle situazioni di emergenza, la gara fu sospesa con 5 minuti e 58 secondi al termine del primo quarto e poco dopo venne definitivamente rimandata. Successivamente, all'1:48 ora locale, i Bills riportarono che Hamlin aveva inizialmente subito un arresto cardiaco e che il suo battito era stato ristabilito in campo.
A circa 24 ore dall'evento fonti familiari riportarono che le condizioni di Hamlin, seppur ancora critiche, avevano mostrato dei miglioramenti avendo potuto diminuire la somministrazione forzata di ossigeno dal 100% al 50%. Il 4 gennaio i Bills informarono che Hamlin restava ricoverato in terapia intensiva in condizioni critiche, ma con positivi segni di miglioramento emersi nel corso dei due giorni trascorsi.
Il 5 gennaio i medici che avevano in cura Hamlin informarono che sebbene la sua situazione fosse ancora critica da richiedere la permanenza in terapia intensiva, aveva però fatto importanti progressi: durante la notte si era risvegliato dal coma e le sue funzionalità neurologiche e cognitive sembravano integre tant'è che, seppur intubato, riusciva a comunicare con cenni del capo o scrivendo. Una delle prime domande che scrisse fu "Abbiamo vinto?".
Il giorno successivo ad Hamlin fu tolto il tubo per la respirazione forzata e poté parlare con medici, familiari e tramite videochiamata con allenatori e compagni di squadra.
Il 9 gennaio, ad una settimana dal suo collasso in campo, Hamlin era in grado di camminare, seguire una normale dieta e non aveva evidenziato nessun danno neurologico, quindi lasciò la terapia intensiva dell'ospedale di Cincinnati per essere trasferito in un ospedale di Buffalo. L'11 gennaio Hamlin fu dimesso dall'ospedale di Buffalo e poté tornare a casa dove avrebbe continuato la riabilitazione.
Il 18 aprile 2023 i Bills annunciarono che Hamlin era stato autorizzato dai medici a riprendere l'attività professionistica.

### Reazioni

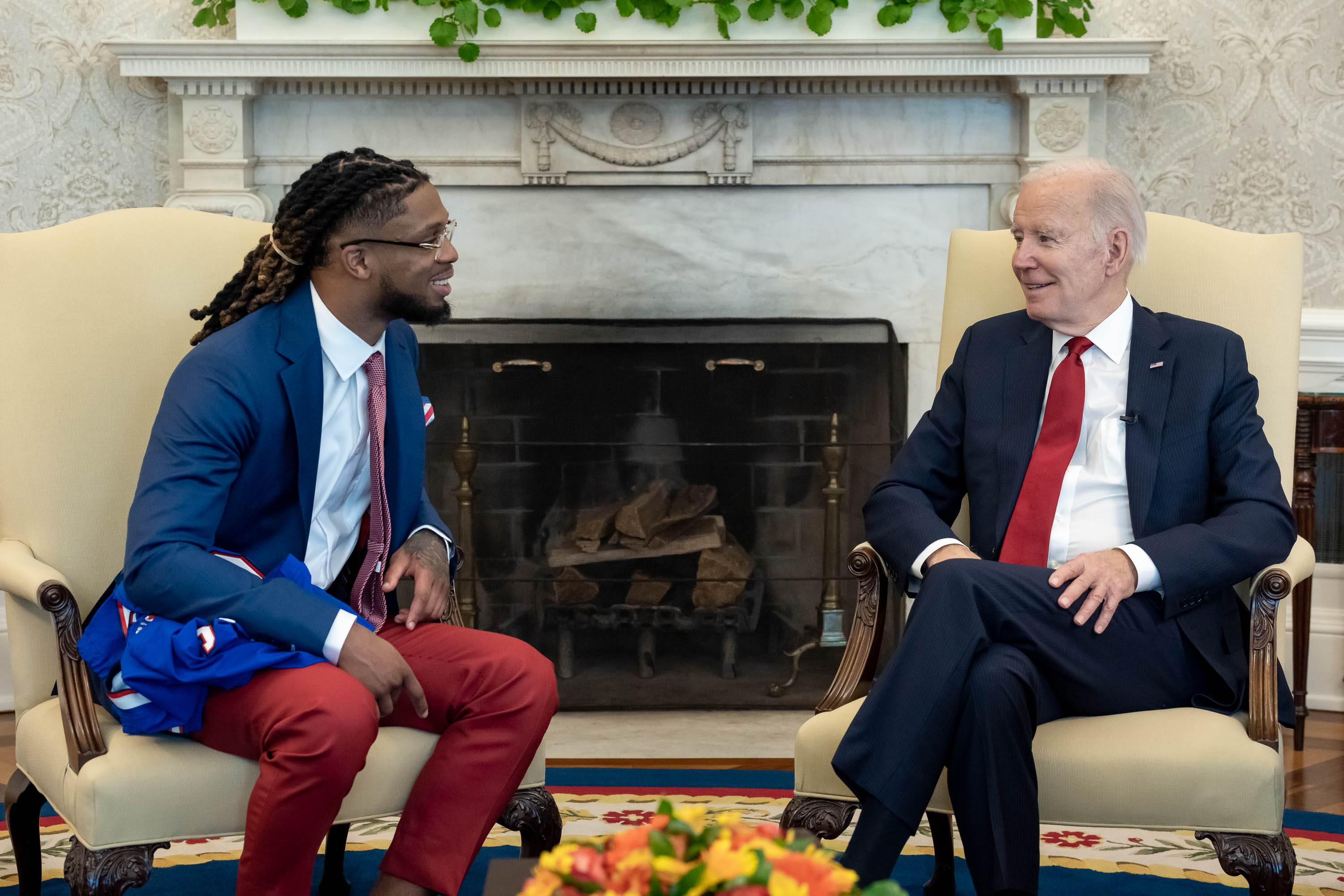
Hamlin con il Presidente Joe Biden nello studio ovale

Dopo il collasso, numerosi giocatori della NFL e le loro squadre offrirono il loro supporto e le loro preghiere sui social media. Tee Higgins mostrò la sua vicinanza alla famiglia di Hamlin, così come il ricevitore dei Cincinnati Bengals Ja'Marr Chase e l'allenatore di Penn State James Franklin. Il giocatore di pallacanestro LeBron James supportò la decisione della lega di rimandare la partita. I tifosi iniziarono a radunarsi al di fuori dello University of Cincinnati Academic Health Center. Le luci del Paycor Stadium, sede della gara, furono colorate di blu in onore di Hamlin. La sera del 3 gennaio le cascate del Niagara sono state illuminate di blu come tributo a Hamlin. Anche il Presidente degli Stati Uniti Joe Biden si interessò della situazione di Hamlin, parlando direttamente con i suoi parenti.

### Ritorno in campo
Il 12 agosto 2023 Hamlin disputò il suo primo snap nella NFL dall'arresto cardiaco nella gara di pre-stagione contro i  Las Vegas Raiders. Dopo avere disputato tutte le tre gare della pre-stagione, Hamlin non scese in campo nelle prime tre gare della stagione regolare. Il 1º ottobre fu attivato per la gara del quarto turno contro i Miami Dolphins, giocando come riserva dopo che Jordan Poyer uscì per infortunio. Disputò un totale di 18 snap, tutti negli special team. Il 13 novembre giocò i primi snap in difesa durante il quarto period, mettendo a segno un placcaggio contro i Denver Broncos.
Nel divisional round dei playoff contro i Kansas City Chiefs, Hamlin ricevette uno snap diretto dopo una finta di punt nel quarto periodo, quando i Bills notarono che i Chiefs avevano solo dieci uomini in campo. Su un quarto down e cinque yard, Hamlin  corse per due yard ma fu fermato con tre yard di anticipo, permettendo ai Chiefs di tornare in possesso del pallone. Hamlin era il principale favorito per la vittoria del Comeback Player of the Year Award, ma il premio alla fine andò a Joe Flacco. Sia Hamlin che Flacco ritennero che il primo avrebbe meritato il premio.

### Stagione 2024
Dopo che le safety titolari Micah Hyde e Jordan Poyer lasciarono i Bills, Hamlin partì come titolare nella gara del primo turno contro gli Arizona Cardinals, in quella che fu la sua prima gara come partente dall'arresto cardiaco. Nel terzo turno fece registrare il primo intercetto in carriera nella vittoria per 47-10 sui Jacksonville Jaguars.

### Stagione 2025
Il 12 marzo 2025 Hamlin firmò un nuovo contratto di un anno con Buffalo.

## Vita privata
Dal 2020 Hamlin organizza per Natale nella sua città d'origine McKees Rocks una raccolta di giocattoli, e dei fondi per acquistarli, da distribuire ai più bisognosi.
Subito dopo il suo collasso in campo e le notizie sulle sue condizioni critiche del 2 gennaio 2023, la campagna di raccolta fondi per la sua iniziativa, che si era data un obiettivo di 2.500 dollari, ricevette un imponente afflusso di donazioni da parte di tifosi, giocatori e proprietari delle squadre della NFL, arrivando a raccogliere oltre 7 milioni di dollari in pochi giorni.